# جیمز کیتینگز
جیمز کیتینگز (انگلیسی: James Keatings؛ زادهٔ ۲۰ ژانویهٔ ۱۹۹۲) بازیکن فوتبال اهل بریتانیا است.
از باشگاه‌هایی که در آن بازی کرده‌است می‌توان به باشگاه فوتبال همیلتون آکادمیکال، باشگاه فوتبال سنت جانستون، باشگاه فوتبال سلتیک، باشگاه فوتبال هارت آف میدلوتیان، و باشگاه فوتبال هیبرنین اشاره کرد.